# Freundorf (Gemeinde Judenau-Baumgarten)
Freundorf ist eine Ortschaft und eine Katastralgemeinde der Marktgemeinde Judenau-Baumgarten im Bezirk Tulln in Niederösterreich. Die Ortschaft hat 471 Einwohner (Stand 1. Jänner 2024). Bis Ende 1966 war Freundorf eine eigenständige Gemeinde.

## Geografie
Der Ort befindet sich im östlichen Teil der Gemeinde und am Südrand des Tullnerfeldes. Die Kleine Tulln fließt nördlich am Ort vorbei. Durch den Ort führt die Landesstraße L118, in die hier die L2138 einmündet.

## Geschichte
Die erste urkundliche Erwähnung des Namens „Freundorf“ erfolgte im Jahr 1076.
Laut Adressbuch von Österreich waren im Jahr 1938 in der Ortsgemeinde Freundorf ein Bäcker, ein Baumeister, eine Baumschule, ein Dachdecker, ein Fleischer, zwei Gastwirte, drei Gemischtwarenhändler, ein Sattler, zwei Schmiede, ein Schneider, ein Tischler, ein Viehhändler, ein Wagner und mehrere Landwirte ansässig.
Mit 1. Jänner 1967 wurde im Zuge der Niederösterreichischen Kommunalstrukturverbesserung die bis dahin selbständige Gemeinde Freundorf nach Baumgarten am Tullnerfeld eingemeindet.

## Sehenswürdigkeiten
- Katholische Pfarrkirche Freundorf hl. Johannes der Täufer

## Persönlichkeiten
- Leopold Grünzweig (1923–2003), Lehrer, Politiker und Landeshauptmannstellvertreter, wurde hier geboren